# Magenta (Marne)
Magenta é uma comuna francesa na região administrativa do Grande Leste, no departamento de Marne. Estende-se por uma área de 0.97 km², e possui 1.698 habitantes, segundo o censo de 2018, com uma densidade de 1.800 hab/km².